# Excite
Excite est une collection de sites et services Web, lancée en décembre 1993.
excite est un service en ligne offrant une variété de contenu, y compris un portail Internet montrant des nouvelles, la météo, un moteur de recherche, un webmail, une messagerie instantanée, des cotations boursières, et une page d'accueil personnalisable. Le contenu est assemblé à partir de plus de 100 sources différentes.
Le portail et les services excite sont la propriété de Excite Networks, mais aux États-Unis, excite est un portail personnalisable, appelé My Excite, qui est exploité par Mindspark et détenu par IAC Search and Media.
Dans les années 1990, excite était l'une des marques les plus reconnues sur Internet.

## Histoire
Excite a été fondée sous le nom de Architext en 1994 par Graham Spencer, Joe Kraus, Mark Van Haren, Ryan McIntyre, Ben Lutch et Martin Reinfried qui étaient tous étudiants à l'université Stanford en Californie. En Janvier 1995, Vinod Khosla, un ancien étudiant de Stanford et un partenaire au sein du cabinet de capital-risque Kleiner Perkins Caufield & Byers (en), a organisé un premier tour de financement de 250 000 $ US, puis a fourni 1,5 million de $ US sur une période de dix mois. Peu après, Geoff Yang, de Institutional Venture Partners (en), a investi un autre 1,5 million $ US dans le projet et excite a été officiellement lancé en décembre 1995. En 1996, excite a acheté deux moteurs de recherche (Magellan et WebCrawler) et a signé des accords de distribution exclusive avec Netscape, Microsoft, Apple et plusieurs autres sociétés.
En 1994, excite avait embauché Jim Bellows (en), une figure légendaire du journalisme américain alors âgé de 72 ans, pour présenter le contenu du site d'une manière journalistique. Bellows supervisait de bons journalistes qui écrivaient de brefs commentaires sur des sites web présentés par excite. Cependant, les internautes se rendaient directement sur les sites présentés sans lire les commentaires, de sorte que le partenariat avec Bellows fut terminé en 1998.
Le 4 avril 1996, Excite a été introduit en bourse lors d'une émission de deux millions d'actions. En juin 1997, Intuit, l'éditeur de Quicken et TurboTax, a acheté une participation de 19 % dans excite et a finalisé un accord de partenariat de sept ans avec le site. Le 16 octobre 1997, excite acheté Netbot (en), le premier site comparateur de prix. Au même moment, Intuit a annoncé le lancement du site Excite Business & Investing. Plus tard cette année-là, un accord a été finalisé avec Ticketmaster pour offrir une billetterie en ligne. Le 31 mars 1998, excite a annoncé une perte nette d'environ 30,2 millions $ US et, selon son rapport du premier trimestre, la société avait seulement assez de capital pour poursuivre ses activités jusqu'en décembre.
En décembre 1998, Yahoo! était en négociations pour l'achat de excite pour une somme de 5,5 milliards à 6 milliards $ US. Cependant, poussé par Kleiner Perkins, le président et chef de la direction de @Home Network (en) Thomas Jermoluk a rencontré le président et chef de la direction de excite Bell George le 19 décembre, et excite a été acquis par @Home Network le 19 janvier 1999.
En 1999, deux étudiants au doctorat de l'université Stanford, Sergey Brin et Larry Page, trouvaient que Google, le moteur de recherche qu'ils avaient développé, empiétait sur le temps qu'ils auraient dû consacrer à leurs études. Ils ont donc offert à George Bell d’excite leur moteur de recherche pour 1 million $, mais Bell a refusé. Plus tard, Bell a expulsé de son bureau Vinod Khosla, l'un des fournisseurs de capital-risque d’excite, après que celui-ci eut convaincu Brin et Page de réduire leur prix à 750.000 $.

## Excite@Home
La fusion de 6,7 milliards $ US de excite et @Home Network (en) en 1999 fut une des plus importantes fusions de deux sociétés Internet à l'époque. À la suite de la fusion, les services d'accès à Internet haute vitesse et le portail de @Home ont été combinés au moteur de recherche et au portail d’'excite, avec un mouvement vers la personnalisation du contenu du portail. La nouvelle société a été nommée excite@Home et, six mois après la fusion, Tom Jermoluk a démissionné en tant que président directeur général d'excite@Home. George Bell, qui était le président de la division excite de @Home après la fusion, est devenu le nouveau président directeur général de excite@Home, tandis que Jermoluk est resté président du conseil d'administration.
À la suite de la fusion, la division excite a acheté iMALL, ainsi que la compagnie de carte virtuelle Blue Mountain Arts. excite a également acquis la société de partage de photographies Webshots (en). De plus, excite a commandité le pilote de IndyCar Infiniti Eddie Cheever durant les saisons 2000 et 2001. Cependant, la fusion entre excite et @Home fut loin de produire les fruits escomptés. Les recettes publicitaires en ligne ont chuté, tandis que les revenus de fourniture d'accès Internet ont continué de croître. Le 21 septembre 2000, après que la valeur de l'action ait chuté de 90 %, George Bell a annoncé son intention de démissionner en tant que président directeur général dans les six mois. Le 23 avril 2001, excite@Home a annoncé que Patti S. Hart, l'ancien PDG de Telocity, devenait son troisième président directeur général en trois ans. Dans la même annonce, George Bell a démissionné et a quitté l'entreprise. La société a rapporté au premier trimestre une perte nette de 61,6 millions $ US, comparativement à une perte de 4,6 millions $ US pour la même période de l'exercice précédent.
Le 11 juin 2001, excite@Home a annoncé qu'elle avait recueilli 100 millions $ US en financement de Promethean Capital Management et Angelo Gordon & Co (en). Le prêt était remboursable immédiatement si l'action d’excite@Home était retirée de la bourse NASDAQ. Le prêt, structuré comme une obligation convertible en actions, avait un taux d'intérêt de 0 %. Le 20 août de cette année, excite@Home a remplacé ses vérificateurs Ernst & Young par PricewaterhouseCoopers. Cela a déclenché une demande pour le remboursement immédiat de 50 millions $ US de Promethean Capital Management et Angelo Gordon & Co. En outre, Cox Communications et Comcast ont annoncé qu'ils allaient se séparer d’excite@Home au premier trimestre de 2002.
Le 13 septembre 2001, excite@Home a vendu Blue Mountain Arts à American Greetings pour moins de 5 % de ce qu'il avait payé moins de deux ans plus tôt. Le 1er octobre 2001, excite@Home a déposé une demande de protection en vertu du Chapitre 11 de la loi sur les faillites des États-Unis. Les 1 350 employés restants de l'entreprise ont été licenciés au cours des mois suivants. Dans le cadre de l'accord, le réseau national de fibre optique à grande vitesse d'@Home a été vendu à AT&T. Le @Home Liquidating Trust a reçu les autres actifs de la compagnie avec le mandat de les liquider.
À la fin de 2001, les sites web de la compagnie ont été achetés par les fondateurs de la société pour 2,4 millions $ US.

## Excite Network
Lors de l'effondrement de Excite@Home, iWon (en), une entreprise basée à Irvington dans l'État de New York, avait subrepticement commencé la conception d'un nouveau site web pour Excite ; iWon voulait acquérir le nom de domaine Excite.com et la marque de l'entreprise dans le cadre de la procédure de faillite. IWon a finalement fait une offre conjointe avec InfoSpace (en) de Seattle pour acheter le nom de domaine et la marque. Le 28 novembre 2001, le tribunal a accepté l'offre et a donné à iWon moins de trois semaines pour lancer le nouveau portail Excite. Bill Daugherty, fondateur iWon et co-chef de la direction à l'époque, a déclaré au New York Times : « Je me sens comme un gars qui a vécu un ouragan, a été secoué et secoué et a réussi à survivre alors que tout le monde a été détruit. Tout à coup, vous marchez dehors et, à cause de la tempête, vous réalisez que vous êtes le seul propriétaire du terrain au bord de la mer. Voilà ce qu'Excite est pour nous ».
Le 16 décembre 2001, iWon a lancé le nouveau portail Excite et transféré des millions d'utilisateurs au nouveau portail. iWon a changé sa dénomination sociale pour Excite Network, et a opéré Excite, iWon, et un troisième portail, MyWay. En dehors des États-Unis, Excite Italia a pris le contrôle des portails Excite au Royaume-Uni, en Allemagne, en Espagne, en France, en Italie, aux Pays-Bas, en Pologne, en Suisse et en Autriche. InfoSpace, pour sa part, a exploité le moteur de recherche sur Excite.

## Acquisition par Ask Jeeves
Excite Network a opéré le portail Excite jusqu'à l'acquisition du portail par Ask Jeeves (aujourd'hui Ask.com) en mars 2004. Ask Jeeves avait promis de rajeunir iWon et Excite, mais ne l'a pas fait. Ses dirigeants ont été distraits, selon le East Bay Business Times, d'abord par la compétition entre son moteur de recherche et ceux de Google et Yahoo!, ensuite par sa fusion avec IAC (InterActiveCorp) de Barry Diller, annoncé en mars de 2005. « À mesure que nous investirons davantage, que nous mettrons en place le personnel et que nous apporterons quelques-unes des modifications planifiées au portail, nous espérons voir une croissance des revenus dans la seconde moitié de l'année », a déclaré Steven Berkowitz (en), le président directeur général de Ask Jeeves au cours d'une conférence téléphonique avec des analystes le 27 avril, 2005.
Le 20 mai 2005, Ask Jeeves a fait deux annonces concernant le rajeunissement de la marque Excite. La société a d'abord annoncé qu'elle avait acquis Excite Italia B.V. (l'opérateur d'Excite en Europe), de Tiscali, S.p.A. D'autre part, la société a déclaré qu'elle était parvenue à un règlement global avec InfoSpace concernant Excite aux États-Unis, de sorte que Ask Jeeves et InfoSpace partagerait les coûts de commercialisation et les recettes provenant de la fonction de recherche sur le portail Excite. Concernant cet accord, Steve Berkowitz, le président directeur général d'Ask Jeeves a déclaré : « Nous sommes impatients de travailler avec InfoSpace pour améliorer l'expérience de recherche sur Excite, maintenant que nos intérêts sont alignés. »
Le 17 octobre 2007, GoAdv (en), une société de médias européenne spécialisée dans le contenu Internet, a annoncé l'acquisition des portails européens d'Excite.